# 홀리 펄거
홀리 펄거(Holly Fulger, 1956년 1월 6일 ~ )는 미국의 배우, 연극 배우, 텔레비전 배우, 영화배우이다.
레이크우드에서 태어났다.

## 영화
- 롱 로스트 선 (2006년)
- 우주소녀 제논: Z3 (2004년)
- 우주소녀 제논 (2001년) - 주디 역
- 제7의 천국 (1996년)
- 사랑 이야기 (1996년)